# Теория истины по умолчанию
Теория истины по умолчанию (от англ. Truth-Default Theory) — теория области коммуникаций, которая объясняет и предполагает с какой точностью люди способы оценивать достоверность и ложность информации, производимой другими людьми.
Теория была разработана в рамках открытия эффекта «достоверности» (veracity effect) при котором наблюдалось снижение уровня точности оценок пропорций достоверной и ложной информации группами респондентов при наличии оценки о достоверности информации.
Сама теория берет свое название от идеи, что оценка информации в качестве правдивой является базовой или оценкой «по-умолчанию». Предполагается, что люди оценивают информацию от других людей как достоверную, а самих людей честными, поскольку не рассматривают возможность обмана в процессе коммуникации, например, по причине неспособности определить наличие ложной информации в рамках коммуникации.
Для того, чтобы определить обман люди ориентируются при взаимодействии на такие факторы коммуникации как уровень эмоциональности собеседника, степень его возбуждения, интеллектуальную вовлеченность в процесс общения, а также прочие сигналы, которые воспринимаются в качестве характерных для обмана. Принимая во внимания риски раскрытия возможного обмана, теория истины по умолчанию предполагает, что честность и истина будут ведущим ориентиром по умолчанию в вопросе достижения целей коммуникации. Однако, в случае, когда наблюдаются трудности в достижении коммуникационных целей использование лжи становится более вероятностным в вопросах достижения целей.
Теория «истины по умолчанию» была разработана и представлена ученым Тимоти Р. Левином, который является профессором кафедры коммуникационных исследований Университета штата Алабама в г. Бирмингеме (США). Теория стала результатом экспериментов и наблюдений относительно обнаружения обмана — Левин обнаружил, что даже в ситуациях, которые можно расценивать в качестве подозрительных испытуемые подвержены искажению в восприятию истинности в общении с собеседником.
Ученый установил, что склонность воспринимать суждения в качестве истинных по умолчанию относится к когнитивным искажениям, однако впоследствии было выявлено, что данное явление является функциональным и адаптивным.

## Предубеждение в отношении истинности
Предполагается, что для большинства людей в целом характерна некоторая склонность к положительной оценке истинности суждений другого человека в рамках коммуникации, независимо от того являются ли суждения в действительности обманом или правдой.
Данное явление относится к категории «природы» человека, в соответствии с которой, процесс коммуникации строится на честности, что делает людей уязвимыми для различных форм обмана. Исследования подтверждают, что возможности человека достоверно оценивать возможность обмана ограничены, особенно в случае, если источник обмана является малознакомым. В случае, если человек убежден, что предшествующие суждения являются истиной, он склонен расценивать следующие суждения также как правдивые. В случае, если человеку предоставляется для оценки серия правдивых и ложных суждений, средний результат подобного эксперимента показывает точность распознавания правды выше 50 %, тогда как точность распознавания лжи оказывается ниже 50 %. Эффект, связанный с результатами подобных исследований описывает более высокую склонность людей оценивать суждения в качестве правдивых, нежели в качестве суждений, которые включают в себя обман или ложь.
Теория предполагает, что существуют две причины в соответствии с которыми люди чаще оценивают коммуникации в качестве правдивой:
1. Неспособность или сложность для индивидуума активно оценивать возможность обмана в рамках коммуникации.
2. Оценка суждений в рамках коммуникации в качестве истинных из-за отсутствия доказательств наличия обмана.

Данные две предпосылки являются центральными в рамках теории — при этом, в случае, если существует подозрение в отношении коммуникации, вероятность успешного обмана в дальнейшем снижается.

## Критика
С точки зрения статистической вероятности, предсказания обмана при множестве повторных исследованиях оценки распознавания истинных и ложных суждений должно стремиться к 50 %. Для проверки данной гипотезы были проведены дополнительные исследования, которые показали достоверное увеличение точности оценок суждений.